# Prozràtxne
Prozràtxne (en (ucraïnès): Прозрачне, en rus: Прозрачное, Prozràtxnoie) és un poble de la República Autònoma de Crimea a Ucraïna, que el 2014 no tenia cap habitant. Pertany al districte rural de Djankoi.